# RS-24 Yars

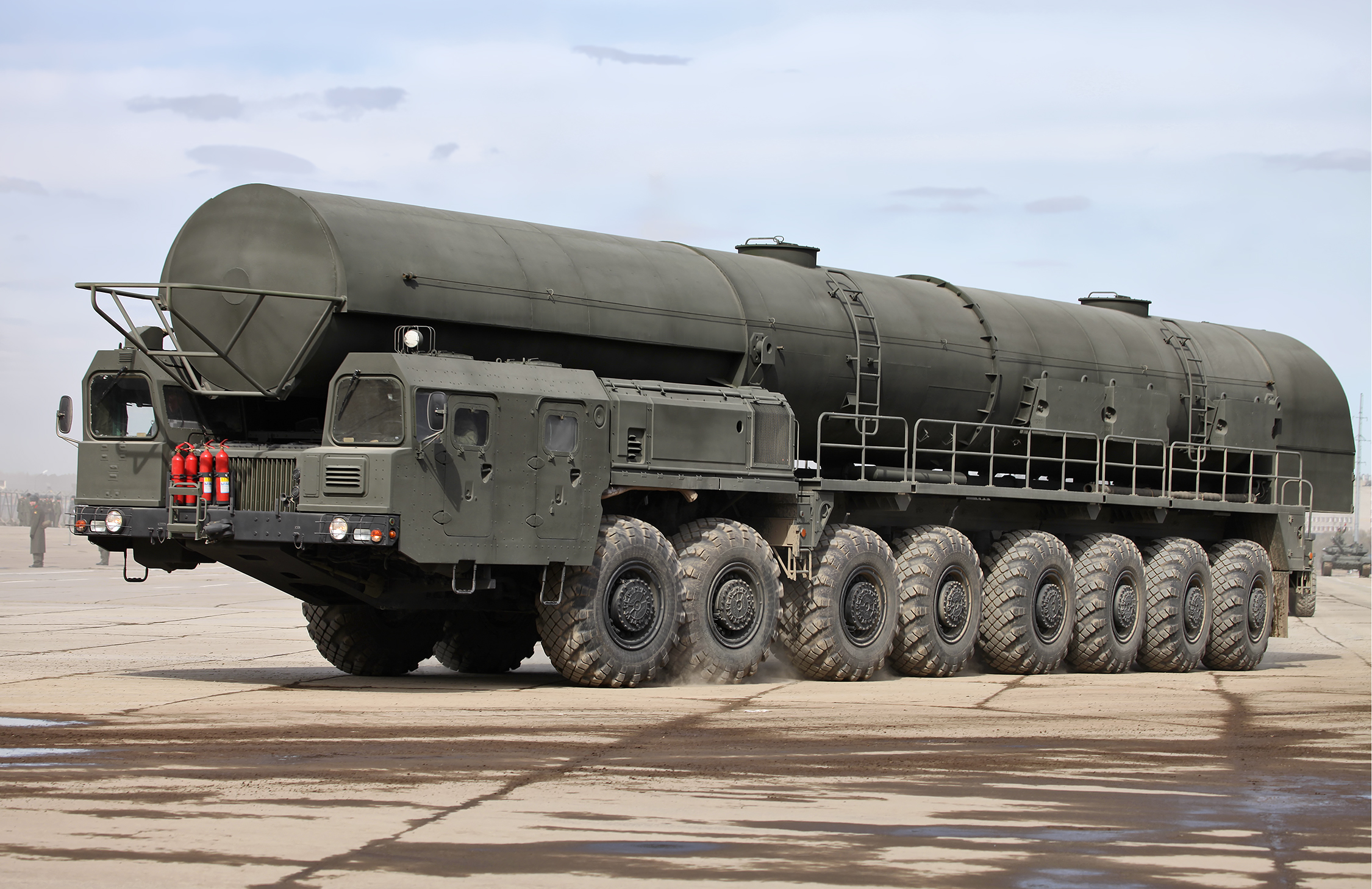
Xe hỗ trợ chiến đấu BMS dùng để tập lái và kéo cứu hộ của TEL.

RS-24 Yars (РС-24 Ярс – ракета стратегическая (tên lửa chiến lược)-modification 24-phiên bản 24) còn được gọi là Topol-MR, tên ký hiệu NATO SS-29 hoặc SS-27 Mod 2), là một loại tên lửa đạn đạo liên lục địa trang bị đầu đạn nhiệt hạch MIRV của Nga, có lần bay thử nghiệm lần đầu vào ngày 29 tháng Năm năm 2007, sau một quá trình nghiên cứu phát triển bí mật.
Ban đầu nó được thiết kế giống như Topol-M trừ việc tải trọng đầu đạn của nó được điều chỉnh để có thể mang theo nhiều đầu đạn MIRV. Mỗi tên lửa được cho là có khả năng mang tới 4 đầu đạn, mặc dù thông tin chính xác về số đầu đạn của chúng mang theo là bí mật quân sự.
RS-24 có trọng lượng nặng hơn loại tên lửa đạn đạo RT-2PM2 Topol-M, và có khả năng mang tới 10 đầu đạn phân ly độc lập. Cuộc thử nghiệm năm 2007 được công khai như một câu trả lời của Nga cho Lá chắn tên lửa của Mỹ đang được triển khai tại Châu Âu. Tên lửa RS-24 được triển khai hoạt động từ năm 2010 với hơn 50 bệ phóng tính đến tháng 6 năm 2017.
Theo Sergey Karakaev, chỉ huy Lực lượng Tên lửa Chiến lược, Yars là từ viết tắt của " Yadernaya Raketa Sderzhivaniya", tiếng Nga: Ядерная ракета сдерживания, có nghĩa là "Tên lửa răn đe hạt nhân".

## Thử nghiệm
Theo chính phủ Nga, tên lửa được thiết kế để vượt qua các hệ thống tên lửa chống tên lửa đạn đạo hiện tại và tương lai. Tên lửa có lần thử nghiệm đầu tiên phóng từ xe mang phóng tự hành tại Trung tâm vũ trụ Plesetsk Tây Bắc nước Nga vào 11:20 GMT, 29 tháng Năm, 2007, và đầu đạn đánh trúng mục tiêu cách 5.750 km (3.573 mi) tại Trường bắn thử nghiệm Kura Viễn Đông, Bán đảo Kamchatka.
Vụ phóng tên lửa thứ hai từ Plesetsk tới Trường bắn thử nghiệm Kura diễn ra vào ngày 25 tháng Mười hai năm 2007, 13:10 GMT. Vụ phóng thành công khi đầu đạn đánh trúng mục tiêu. Vụ phóng thứ ba cũng từ Plesetsk tới Trường bắn thử nghiệm Kura diễn ra vào ngày 26 tháng Mười một năm 2008, 13:20 GMT. Buổi thử nghiệm diễn ra thành công.
Vụ phóng thứ tư diễn ra ngày 24 tháng 12 năm 2013 từ Trung tâm vũ trụ Plesetsk. Vào ngày 26 tháng 12 năm 2014, Lực lượng Tên lửa Chiến lược đã tiến hành phóng thành công tên lửa RS-24 Yars. Tên lửa được phóng từ bệ phóng di động được triển khai tại bãi thử Plesetsk. Đầu đạn tên lửa được cho là đã tiếp cận thành công mục tiêu tại bãi thử Kura ở Kamchatka. Vụ phóng được thực hiện với sự hỗ trợ của Lực lượng Phòng không và Vũ trụ, diễn ra lúc 11:02 MSK (08:02 UTC). Hơn 10 lần phóng thành công đã diễn ra từ năm 2012 đến năm 2022. Một lần phóng nữa được thực hiện vào ngày 25 tháng 10 năm 2023.

## Triển khai
Tên lửa RS-24 Yars đã được triển khai tại Sư đoàn tên lửa cận vệ số 54 ở Teykovo. Nga đã triển khai đầy đủ trung đoàn Yars đầu tiên gồm ba tiểu đoàn vào tháng 8 năm 2011 và đưa hai tiểu đoàn của trung đoàn thứ hai vào làm nhiệm vụ chiến đấu vào ngày 27 tháng 12 năm 2011. Việc triển khai tiểu đoàn thứ ba của trung đoàn thứ hai đã hoàn thành việc tái vũ trang sư đoàn Teikovo bằng loại tên lửa mới RS-24 Yars. Hai trung đoàn này bao gồm tổng cộng 18 hệ thống tên lửa và một số sở chỉ huy di động.
Sư đoàn tên lửa cận vệ số 39, tại Paskino, tỉnh Novosibirsk, Siberia, sẽ nhận được các hệ thống Yars di động, trong khi Sư đoàn tên lửa cận vệ số 28 tại Kozelsk (miền trung nước Nga) sẽ được trang bị phiên bản tên lửa phóng từ silo.
Theo Sergey Karakaev, chỉ huy Lực lượng Tên lửa Chiến lược Nga, tính đến tháng 11 năm 2019, đã có "hơn 150" bệ phóng của tổ hợp "Yars" (silo và di động) đang được triển khai. Các trung đoàn ở Yoshkar-Ola, Teykovo, Nizhny Tagil và Novosibirsk đã được trang bị đầy đủ phiên bản RS-24 phóng từ xe mang phóng tự hành và việc tái vũ trang các trung đoàn tên lửa Irkutsk sẽ hoàn tất cho đến cuối năm 2019. Theo Karakaev, Lực lượng tên lửa chiến lược nhận được khoảng 20 tổ hợp tên lửa RS-24 Yars mới mỗi năm. 3 lữ đoàn tên lửa tại Barnaul sẽ đi vào trực chiến năm 2019-2020 và một trung đoàn nữa ở khu vực Tver năm 2022.
Vào ngày 29 tháng 3 năm 2023, tên lửa Yars đã được diễn tập đồng thời ở ba khu vực.

## Tranh cãi
Trung tâm Tình báo Vũ trụ và Hàng không Quốc gia Hoa Kỳ NASIC luôn tin rằng Yars chỉ là một phiên bản tên lửa Topol M vi phạm Hiệp ước START. Đều này được phản ánh trong cả tên gọi Mod 2 và các hình minh họa cho thấy SS-27 Mod 1 và Mod 2 giống hệt nhau.

## Các phiên bản

### Phóng từ đường bộ
- Yars-S.[29]

### Phóng từ tàu hỏa
- Barguzin: một hệ thống phóng tên lửa từ tàu hỏa đã được phát triển với tên gọi BZhRK Barguzin.

## Vận hành
Nga

Tính đến năm 2022, hơn 136 xe  phóng tên lửa tự hành và 16 hầm phóng tên lửa được triển khai với 7 sư đoàn tên lửa:
Phóng từ giếng phóng:
- 28th Guards Rocket Division tại Kozelsk

Phóng từ bệ phóng di động:
- 14th Rocket Division tại Yoshkar-Ola
- 39th Guards Rocket Division tại Novosibirsk
- 42nd Rocket Division tại Nizhny Tagil
- 54th Guards Rocket Division tại Teykovo
- 29th Guards Rocket Division tại Irkutsk
- 35th Rocket Division tại Barnaul